# Step Back in Time: The Definitive Collection
Step Back in Time: The Definitive Collection — четвёртый официальный сборник песен австралийской певицы Кайли Миноуг, выпущенный 28 июня 2019 года на лейбле BMG Rights Management в честь 30-летия её творческой деятельности. Компиляция состоит из двух дисков, которые включают в себя синглы с различных студийных альбомов Миноуг. Сборник также был издан на виниле и на аудиокассете, выпущенной ограниченным тиражом в пять экземпляров. На пластинке представлена новая композиция «New York City», записанная во время работы над четырнадцатым студийным альбомом Миноуг Golden (2018), которая, однако, не попала на диск. Step Back in Time: The Definitive Collection возглавил австралийские и британские хит-парады. 22 ноября 2019 года вышло расширенное издание сборника, включающее в себя дополнительный диск с восемью синглами и мегамикс, спродюсированный F9.

## История создания
Step Back in Time: The Definitive Collection — четвёртый по счёту официальный сборник песен Кайли Миноуг, после Greatest Hits (1992), Ultimate Kylie (2004) и The Best of Kylie Minogue (2012), и первый в сотрудничестве с лейблом BMG. Альбом получил своё название от сингла «Step Back in Time», выпущенного в 1990 году. Компиляция состоит из двух дисков, которые включают в себя синглы с различных студийных альбомов Миноуг. Сборник также был издан на виниле и на аудиокассете, выпущенной ограниченным тиражом в пять экземпляров. Релиз был приурочен к 30-летию творческой деятельности певицы.
26 апреля 2019 года Миноуг выложила в социальные сети кадр из клипа «Step Back in Time» и запустила обратный отсчёт, который завершился 2 мая. В этот день начался предзаказ альбома, а 3 мая состоялся релиз нового сингла «New York City». Композиция была написана для четырнадцатого студийного альбома Миноуг Golden в 2018 году, но на диск так и не попала, однако по просьбам поклонников Миноуг впоследствии завершила работу над ней и выпустила в следующем году.
В поддержку сборника Миноуг гастролировала с концертной программой Summer 2019, которая включала в себя 15 шоу в Европе и выступление на фестивале Гластонбери.

## Чарты
| Чарт (2019)                           | Высшая позиция |
| ------------------------------------- | -------------- |
| Австралия (ARIA)                      | 1              |
| Австрия (Ö3 Austria)                  | 21             |
| Бельгия/Фландрия (Ultratop)           | 9              |
| Бельгия/Валлония (Ultratop)           | 25             |
| Чехия (ČNS IFPI)                      | 22             |
| Нидерланды (Album Top 100)            | 23             |
| Франция (SNEP)                        | 45             |
| Германия (Offizielle Top 100)         | 15             |
| Венгрия (MAHASZ)                      | 21             |
| Ирландия (IRMA)                       | 4              |
| Италия (Classifica album)             | 32             |
| Новая Зеландия (RMNZ)                 | 27             |
| Польша (ZPAV)                         | 41             |
| Португалия (AFP)                      | 40             |
| Шотландия (Scottish Albums Chart)     | 1              |
| Испания (PROMUSICAE)                  | 5              |
| Швейцария (Schweizer Hitparade)       | 11             |
| Великобритания (UK Albums Chart)      | 1              |
| США (Billboard Independent Albums)    | 6              |
| США (Billboard Top Album Sales)       | 32             |
| США (Billboard Top Tastemaker Albums) | 23             |